# Kremeneć (Izium)
Kremeneć (ukr. Кременець) – góra o wysokości 218 m n.p.m. w południowej części miasta Izium na Ukrainie, w obwodzie charkowskim, na prawym brzegu rzeki Doniec, około 160 metrów nad lustrem wody. Jest jednym z najwyższych wzniesień obwodu charkowskiego. Stanowi jedną z najpopularniejszych atrakcji turystycznych miasta i regionu.

## Historia

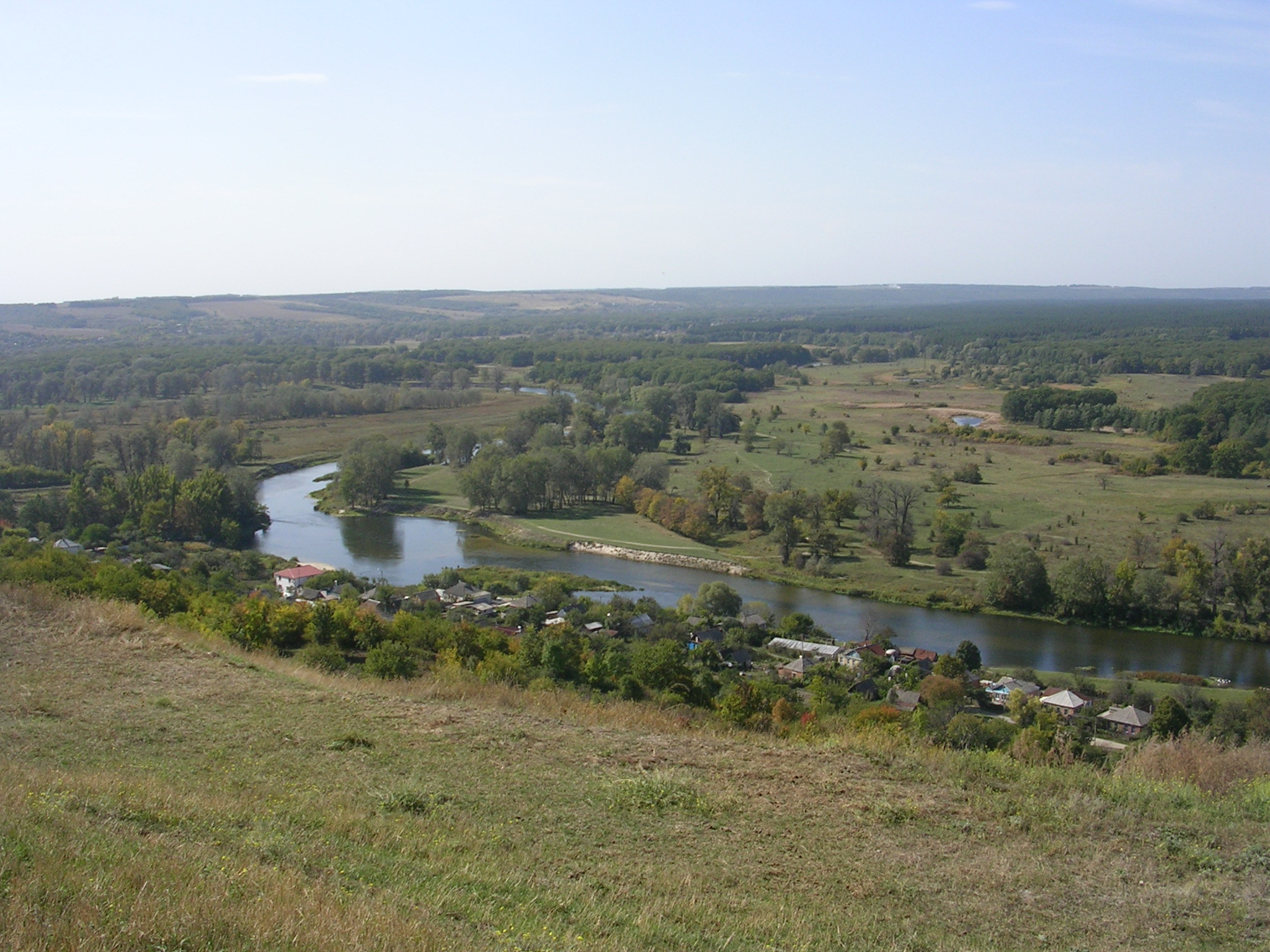
Widok na dolinę Dońca

Góra jest zbudowana z utworów jurajskich. Narzędzia kamienne znalezione tu przez archeologów sugerują, że pierwsi ludzie przebywali tam w okresie mezolitu. W średniowieczu koczownicy nazywali wzgórze Izzun, co oznacza wydłużony. Słowianie przyjęli to miano i nazwali górę Izium-Kurhan. W 1681 kozacy charkowscy pod wodzą Hryhorija Doneć-Zacharżewskiego, wykorzystując naturalną rzeźbę terenu, zbudowali tu twierdzę o nazwie Izium, która stała się ośrodkiem Iziumskiego Pułku Kozackiego, a w późniejszej historii miastem powiatowym.
20 grudnia 1919, po ustanowieniu w rejonie Iziumu władzy sowieckiej, członkowie Sił Zbrojnych Południa Rosji rozstrzelali na wzgórzu 94 więźniów lokalnego aresztu. W 1926 robotnicy miejscowych zakładów pracy ustawili w miejscu zdarzenia jedenastometrowy, kamienny obelisk.
W trakcie wielkiej wojny ojczyźnianej były miejscem krwawych starć Armii Czerwonej z Niemcami. Od października 1941 do maja 1942 przez Izium przebiegała linia frontu. 5 lutego 1943 wojska sowieckiej 6. Armii wyparły Niemców z lewobrzeżnej części Dońca, jednak byli oni jeszcze silnie umocnieni na prawym brzegu rzeki. Walki o tę część miasta trwały jeszcze około miesiąca. Po zakończeniu bitwy szczątki 1559 poległych czerwonoarmistów pochowano na stokach wzgórza w bratniej mogile, na której postawiono pomnik Скорбящая мать (Matka w żałobie). W jego pobliżu postawiono w XXI wieku drugi pomnik – upamiętniający ofiary Wielkiego głodu na Ukrainie z lat 1932–1933.
W 1965 lub 1967 w jej południowo-zachodniej części założono park dendrologiczny (Изюмский дендропарк „Кременец”), jednak do naszych czasów zachowały się tylko pozostałości tej inwestycji.
W 1985, z okazji 40-lecia zakończenia II wojny światowej, Izium odznaczono Orderem Wojny Ojczyźnianej pierwszego stopnia, a na górze otwarto kompleks pamięci, który został zaprojektowany przez architektów L. Lewina, J. Gradowa, W. Łysienkę oraz rzeźbiarza J. Sincewicza. Główny pomnik (Atak) symbolizować ma męstwo żołnierzy w obliczu śmierci. Pali się przed nim wieczny ogień. Z miasta prowadzi tam szeroka aleja spacerowa. Na jednym z placów po drodze znajduje się ekspozycja sprzętu wojskowego z czasów II wojny światowej, m.in. czołgi T-34 i KW-1, działa, pojazdy samobieżne oraz katiusza. Corocznie 9 maja odbywa się na szczyt góry marsz z pochodniami, zakończony mitingiem i pokazem fajerwerków.

## Obiekty
Na terenach wzgórza, oprócz pamiątek starć zbrojnych XX wieku, znajdują się liczne inne pamiątki przeszłości, do których należą:
- ekspozycja połowieckich „kamiennych bab” zebranych na terenie regionu Iziumu. Rzeźby datowane są na połowę XII wieku i przedstawiają nie tylko kobiety, ale też mężczyzn (wojowników). Ich forma jest cennym źródłem informacji o ubiorze, ozdobach i broni użytkowanych przez tutejsze plemiona koczownicze,
- wał i fosa twierdzy iziumskiej,
- pozostałości pieca do wypalania wapna z lat 40. XIX wieku[1].

Na jednym ze stoków wzgórza zbudowany jest hotel „7 wiatrów”, wzniesiony na pozostałościach zamku. W czasach ZSRR był wizytówką miasta. Przy budynku funkcjonuje niewielka menażeria z ptakami. W pobliżu funkcjonuje też restauracja „Kozacki chutor” z daniami kuchni regionalnej.